# Torresitrachia
Torresitrachia é um género de gastrópode  da família Camaenidae.
Este género contém as seguintes espécies:
- Torresitrachia crawfordi
- Torresitrachia funium
- Torresitrachia thedana